# Partidul Democrat
Die Partidul Democrat (PD, „Demokratische Partei“; anfangs auch Partidul Democrat – Frontul Salvării Naționale, PD-FSN) war eine politische Partei in Rumänien mit zunächst sozialdemokratischer und liberaler, später liberal-konservativer Ausrichtung. Die Partei ging 1993 aus der postkommunistischen Frontul Salvării Naționale hervor und existierte bis 2007, als sie in der Partidul Democrat Liberal (PD-L) aufging. Sie war bis 2005 Mitglied der Sozialistischen Internationale und der Sozialdemokratischen Partei Europas, nach ihrem Schwenk in die rechte Mitte gehörte sie der Europäischen Volkspartei an. Parteivorsitzende waren Petre Roman (1993–2001), Traian Băsescu (2001–04) und Emil Boc (2004–07).

## Geschichte

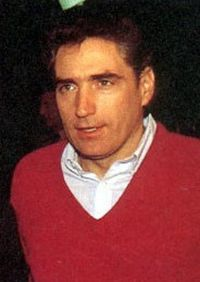
Petre Roman, Parteivorsitzender (1993–2001)

So wie die Sozialdemokraten (Partidul Social Democrat/PSD), gingen auch die Demokraten historisch betrachtet aus der Frontul Salvării Naționale (FSN; „Front zur Nationalen Rettung“) hervor, in der sich während der Revolution im Dezember 1989 überwiegend ehemalige Mitglieder der Kommunistischen Partei versammelten. Die Entmachtung von Premierminister Petre Roman durch Staatspräsident Ion Iliescu (1991) führte zu einem nachhaltigen Zerwürfnis zwischen den Anhängern beider Führungspersönlichkeiten. Ein wichtiger inhaltlicher Unterschied lag in der Wirtschaftspolitik: Roman verfolgte ein Reformprogramm für einen raschen Übergang zur freien Marktwirtschaft, während Iliescus Flügel dies ablehnte. Letzterer spaltete sich als Frontul Democrat al Salvării Nationale ab, die die Parlamentswahlen 1992 gewann und sich dann in PDSR (und später in PSD) umbenannte. Romans Rumpf-FSN kam hingegen mit 10,2 Prozent der Stimmen nur auf den dritten Platz.
Die verbliebe FSN fusionierte am 28. Mai 1993 mit der kleineren Partidul Democrat und übernahm deren Namen, Petre Roman wurde ihr erster Vorsitzender. Er erklärte: „Ich bin ein Sozialist, aber auch ein Liberaler.“ Der internationalen Wahrnehmung als reformorientierte Mitte-links-Partei entsprechend, wurde die PD 1996 als Beobachter und 1999 als Vollmitglied in die Sozialistische Internationale aufgenommen – deutlich vor der PSD, die erst 2001/2003 folgte. Die PD strebte eine schnelle Integration Rumäniens in die EU an und befürwortete die Umsetzung der dafür notwendigen rechtlichen Schritte. Anders als die PDSR (die spätere PSD), die mit einem ausgesprochen nationalistischen Kurs in der Tradition von Ceaușescus Nationalkommunismus stand, erkannte die PD ein Recht der Minderheiten auf ihre eigenen ethnischen und kulturellen Identitäten an. Die PD schnitt unter jüngeren und besser verdienenden Wählern stärker ab.
Zu den Wahlen 1996 schloss sich die PD mit der kleinen Partidul Social Democrat Român (PSDR) zur „Sozial-Demokratischen Union“ zusammen. Sie kam auf rund 13 Prozent der Stimmen bei der Parlamentswahl und ging anschließend eine Koalition mit der Convenţia Democrată Română (CDR) aus Christdemokraten (PNȚ-CD) und Nationalliberalen (PNL) ein. In der Regierung von Victor Ciorbea (PNȚ-CD) stellte die PD fünf Minister. Bei der Parlamentswahl im Jahr 2000 fiel die PD auf 7 Prozent zurück. Entgegen dem allgemeinen Trend gelang ihr jedoch ein Prestigeerfolg in der Hauptstadt Bukarest: Ihr Kandidat Traian Băsescu wurde Oberbürgermeister.

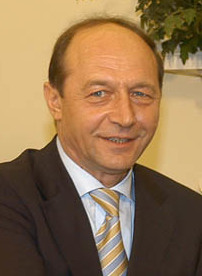
Traian Băsescu, Parteivorsitzender (2001–04) und Staatspräsident (ab 2004)

Nach der parteiinternen Entmachtung Petre Romans folgte Băsescu diesem im Mai 2001 auch als Parteichef. Unter Băsescu bewegte sich die Partei von der linken in die rechte Mitte. Sie schloss sich 2003 mit der rechtsliberalen PNL zur Alianța Dreptate și Adevăr (D.A.; „Allianz für Gerechtigkeit und Wahrheit“) zusammen und trat in diesem Bündnis zu den Wahlen 2004 an. Petre Roman trat daraufhin aus der PD aus und gründete die kleine Forța Democrată (FD). Die Alianţa D.A. war erfolgreich: Băsescu wurde zum Staatspräsidenten gewählt und die PD stellte sieben Minister im Kabinett von Călin Popescu-Tăriceanu (PNL).
Das Mitte-rechts-Bündnis beeinträchtigte jedoch das Verhältnis der PD zur Sozialistischen Internationale. Băsescu und der neue Parteichef Emil Boc, Bürgermeister von Cluj-Napoca, betrieben daraufhin 2005 den Wechsel zur christdemokratischen Europäischen Volkspartei (EVP). Nach einem Zerwürfnis zwischen Staatspräsident Băsescu und Ministerpräsident Tăriceanu zerbrach die D.A.-Allianz und die PD-Minister schieden im April 2007 aus der Regierung aus. Bei der ersten Wahl der rumänischen Europaabgeordneten nach dem EU-Beitritt 2007 wurde die PD stärkste Kraft und entsandte 13 Vertreter in die EVP-ED-Fraktion.
Im Dezember 2007 fusionierte die PD mit der PNL-Abspaltung Partidul Liberal Democrat (Liberaldemokratischen Partei) unter Theodor Stolojan zur Partidul Democrat Liberal (Demokratisch-Liberale Partei).

## Bedeutende PD-Politiker
- Petre Roman, ehemaliger Ministerpräsident (1989–91), erster Parteichef (1993–2001), 2003 ausgetreten
- Traian Băsescu (ab 2004 Staatspräsident)
- Adriean Videanu (2004–08 Bürgermeister von Bukarest)
- Emil Boc, letzter Parteichef (2004–07), Bürgermeister von Cluj-Napoca (2004–08) und späterer Ministerpräsident (2008–12)